# Пакрац
Па́крац (хорв. Pakrac) — город в Хорватии, в Пожежско-Славонской жупании. Население — 8460 чел. (2011).

## Общие сведения
Пакрац расположен в долине между холмистыми грядами Равна Гора (к северо-востоку) и Псунь (к юго-востоку). Город стоит на берегах небольшой речки Пакры (приток Савы), давшей имя городу.
В непосредственной близости от Пакраца, в 4 километрах к юго-западу расположен город Липик, в 45 километрах к востоку находится город Пожега, в 20 километрах к северу — Дарувар, в 20 километрах к юго-западу — Новска, в 30 километрах к западу — Кутина, в 40 километрах к юго-востоку — Нова-Градишка.
Через город проходит шоссе Будапешт — Вировитица — Баня-Лука. Другие дороги ведут в Кутину, Пожегу и Новску. В городе есть железнодорожная станция.
Окрестности города весьма живописны и привлекают любителей природы. Расположенная на гряде Псунь вершина Брезово Поле (984 м) — высочайшая точка Славонии. Пакрац — центр Славонской епархии Сербской православной церкви.
В городе есть предприятия деревообрабатывающей и стекольной промышленности.

## История
Город упоминается с XIII века, он принадлежал семейству Зринских, позднее князю Янковичу. В XVI веке был оккупирован турками на протяжении 40 лет (1556—1597).
В 1763 году в Пакраце построена барочная церковь Вознесения Девы Марии.
Во время войны за независимость Хорватии в 90-х годах XX века в окрестностях города велись бои между армиями Хорватии и самопровозглашённой Сербской Краины, причинившие городу существенный ущерб. Осенью 1991 хорватская армия изгнала из города большую часть сербского населения, убив в окрестных населенных пунктах множество людей. После окончания войны в Пакраце были проведены масштабные реконструкционные работы.

## Демография
В связи с тем, что большая часть хорватского населения, составлявшего подавляющее большинство населения города до турецкого нашествия, бежало от турок, демографическая картина региона после освобождения от Османской империи отличалась большой пестротой. На освобождённых землях, кроме возвратившихся хорватов, осели представители множества национальностей, в том числе большое количество сербов.
До гражданской войны сербы составляли 42 % населения города, хорваты — 37 %. Во время войны значительная часть сербского населения покинула город.
По данным переписи населения в 2001 году, хорваты составляют 68 % населения, 17 % — сербы, 3 % — чехи, 3 % — итальянцы.
По данным переписи населения 2011 года, население города составило 8460 чел. Хорваты — 72,81 %, сербы — 15,84 %, чехи — 3,16 %, итальянцы — 4,76 %.

## Известные уроженцы
- Прот. Георгий Богич (1911-1941) — православный священник, убитый усташами в 1941 году. Священномученик.
- Слободан Селенич (1933—1995) — сербский и югославский писатель, драматург, сценарист.

## Достопримечательности
- Церковь Вознесения Девы Марии. Построена в 1763 году.
- Православная церковь Святой Троицы. В войне 1991—1995 гг. значительно пострадала от хорватских войск, после окончания боевых действий была восстановлена. Формально является резиденцией православного епископа Славонии, в то время как в действительности резиденция находится в монастыре Ясеновац.